# Sophie Barjac
Sophie Barjac (ur. 24 marca 1957 w Bourges) – belgijska aktorka.

## Wybrana filmografia
- 1976: Nasze małe Angielki, jako Veronique
- 1982: Alicja, jako Alicja
- 1983: Narzeczona z krainy chłodu, jako Anne
- 1985: Ukryte uczucia, jako Jeanne Delmas
- 1987: Levi i Goliat, jako Brigitte
- 1998: W poszukiwaniu szczęścia, jako Sandrine Crozade